# 薩伏依的瑪麗亞·克里斯蒂娜
薩伏依的瑪麗亞·克里絲蒂娜（義大利語：Maria Christina di Savoia，1812年11月14日—1836年1月31日）是两西西里王国王后和意大利撒丁王国公主。她的丈夫是两西西里国王费迪南多二世。
1832年，二十二岁的她在和费迪南多二世结婚。一年后，她诞下儿子弗朗切斯科二世并在五天后去世。